# 姜文 (正德進士)
姜文（1484年—？），字質夫，江西撫州府臨川縣人，民籍，明朝政治人物。

## 生平
正德八年（1513年）癸酉科順天府鄉試第一百十四名舉人。正德十六年（1521年）中式辛巳科會試第十六名，登第三甲第四十八名進士。

## 家族
曾祖姜用明；祖父姜旭；父姜忠，母張氏。具慶下。